# Liste des anciennes communes des Deux-Sèvres
Cette page a pour objectif de retracer toutes les modifications communales dans le département des Deux-Sèvres : les anciennes communes qui ont existé depuis la Révolution française, ainsi que les créations, les modifications officielles de nom, ainsi que les échanges de territoires entre communes.
En 1790, le territoire du département des Deux-Sèvres comptait 373 communes. Le département comptait encore 351 communes au 1er janvier 1970. Mais l'exode rural aidant a conduit nombre de communes à se regrouper depuis lors : deux vagues successives ont entraîné une forte diminution de leur nombre, d'abord sur la période 1972-1974 avec la loi Marcellin, en milieu rural certes, mais aussi conduisant à la formation de très grandes communes autour de quelques pôles urbains comme "le grand Bressuire" ou "le grand Mauléon" (un mouvement même entamé plus tôt à Niort). Puis depuis 2012, avec la loi Notre, de façon aussi prononcée. 
Aujourd'hui 252 communes composent ce département (au 1er janvier 2025).
Depuis la période révolutionnaire, seules 4 communes auront été créées (6 autres ayant été rétablies après une défusion). Enfin une commune a changé de département.

## Transfert vers un autre département
| Département d'origine | Département de rattachement | Communes concernées                                            | Date (et nature) de la décision                |
| --------------------- | --------------------------- | -------------------------------------------------------------- | ---------------------------------------------- |
| DEUX-SÈVRES           | MAINE-ET-LOIRE              | Le Puy-Saint-Bonnet (pour fusionner avec la commune de Cholet) | 26 juillet 1973 (Décret) 18 août 1973 (Décret) |

## Fusions
| Nom de la commune nouvelle           | Communes réunies                                 | Régime | Date (et nature) de la décision                    | Date d'effet                    |
| ------------------------------------ | ------------------------------------------------ | --- | -------------------------------------------------- | ------------------------------- |
| Sauzé-entre-Bois                     | Sauzé-Vaussais                                   | commune nouvelle (avec communes déléguées)                                                                      | 16 octobre 2024 (Arrêté) 24 octobre 2024 (Arrêté)  | 1er janvier 2025                |
| Sauzé-entre-Bois                     | Caunay                                           | commune nouvelle (avec communes déléguées)                                                                      | 16 octobre 2024 (Arrêté) 24 octobre 2024 (Arrêté)  | 1er janvier 2025                |
| Sauzé-entre-Bois                     | Montalembert                                     | commune nouvelle (avec communes déléguées)                                                                      | 16 octobre 2024 (Arrêté) 24 octobre 2024 (Arrêté)  | 1er janvier 2025                |
| Sauzé-entre-Bois                     | Pers                                             | commune nouvelle (avec communes déléguées)                                                                      | 16 octobre 2024 (Arrêté) 24 octobre 2024 (Arrêté)  | 1er janvier 2025                |
| Sauzé-entre-Bois                     | Pliboux                                          | commune nouvelle (avec communes déléguées)                                                                      | 16 octobre 2024 (Arrêté) 24 octobre 2024 (Arrêté)  | 1er janvier 2025                |
| Beugnon-Thireuil                     | La Chapelle-Thireuil                             | commune nouvelle (avec communes déléguées)                                                                      | 7 décembre 2018 (Arrêté),                          | 1er janvier 2019                |
| Beugnon-Thireuil                     | Le Beugnon                                       | commune nouvelle (avec communes déléguées)                                                                      | 7 décembre 2018 (Arrêté),                          | 1er janvier 2019                |
| Airvault                             | Airvault                                         | commune nouvelle (avec 4 communes déléguées)                                                                    | 6 décembre 2018 (Arrêté),                          | 1er janvier 2019                |
| Airvault                             | Tessonnière                                      | commune nouvelle (avec 4 communes déléguées)                                                                    | 6 décembre 2018 (Arrêté),                          | 1er janvier 2019                |
| Moncoutant-sur-Sèvre                 | Moncoutant                                       | commune nouvelle (avec communes déléguées)                                                                      | 23 novembre 2018 (Arrêté),                         | 1er janvier 2019                |
| Moncoutant-sur-Sèvre                 | Le Breuil-Bernard                                | commune nouvelle (avec communes déléguées)                                                                      | 23 novembre 2018 (Arrêté),                         | 1er janvier 2019                |
| Moncoutant-sur-Sèvre                 | La Chapelle-Saint-Étienne                        | commune nouvelle (avec communes déléguées)                                                                      | 23 novembre 2018 (Arrêté),                         | 1er janvier 2019                |
| Moncoutant-sur-Sèvre                 | Moutiers-sous-Chantemerle                        | commune nouvelle (avec communes déléguées)                                                                      | 23 novembre 2018 (Arrêté),                         | 1er janvier 2019                |
| Moncoutant-sur-Sèvre                 | Pugny                                            | commune nouvelle (avec communes déléguées)                                                                      | 23 novembre 2018 (Arrêté),                         | 1er janvier 2019                |
| Moncoutant-sur-Sèvre                 | Saint-Jouin-de-Milly                             | commune nouvelle (avec communes déléguées)                                                                      | 23 novembre 2018 (Arrêté),                         | 1er janvier 2019                |
| Aigondigné                           | Mougon-Thorigné                                  | commune nouvelle (avec 4 communes déléguées)                                                                    | 13 novembre 2018 (Arrêté),                         | 1er janvier 2019                |
| Aigondigné                           | Aigonnay                                         | commune nouvelle (avec 4 communes déléguées)                                                                    | 13 novembre 2018 (Arrêté),                         | 1er janvier 2019                |
| Aigondigné                           | Sainte-Blandine                                  | commune nouvelle (avec 4 communes déléguées)                                                                    | 13 novembre 2018 (Arrêté),                         | 1er janvier 2019                |
| Les Châteliers                       | Coutières                                        | commune nouvelle (avec communes déléguées)                                                                      | 9 novembre 2018 (Arrêté),                          | 1er janvier 2019                |
| Les Châteliers                       | Chantecorps                                      | commune nouvelle (avec communes déléguées)                                                                      | 9 novembre 2018 (Arrêté),                          | 1er janvier 2019                |
| Plaine-et-Vallées                    | Oiron                                            | commune nouvelle (avec communes déléguées)                                                                      | 7 novembre 2018 (Arrêté),                          | 1er janvier 2019                |
| Plaine-et-Vallées                    | Brie                                             | commune nouvelle (avec communes déléguées)                                                                      | 7 novembre 2018 (Arrêté),                          | 1er janvier 2019                |
| Plaine-et-Vallées                    | Saint-Jouin-de-Marnes                            | commune nouvelle (avec communes déléguées)                                                                      | 7 novembre 2018 (Arrêté),                          | 1er janvier 2019                |
| Plaine-et-Vallées                    | Taizé-Maulais                                    | commune nouvelle (avec communes déléguées)                                                                      | 7 novembre 2018 (Arrêté),                          | 1er janvier 2019                |
| Thouars                              | Thouars                                          | commune nouvelle (avec 3 communes déléguées)                                                                    | 30 octobre 2018 (Arrêté),                          | 1er janvier 2019                |
| Thouars                              | Mauzé-Thouarsais                                 | commune nouvelle (avec 3 communes déléguées)                                                                    | 30 octobre 2018 (Arrêté),                          | 1er janvier 2019                |
| Thouars                              | Missé                                            | commune nouvelle (avec 3 communes déléguées)                                                                    | 30 octobre 2018 (Arrêté),                          | 1er janvier 2019                |
| Thouars                              | Sainte-Radegonde                                 | commune nouvelle (avec 3 communes déléguées)                                                                    | 30 octobre 2018 (Arrêté),                          | 1er janvier 2019                |
| Celles-sur-Belle                     | Celles-sur-Belle                                 | commune nouvelle (avec 4 communes déléguées)                                                                    | 25 octobre 2018 (Arrêté),                          | 1er janvier 2019                |
| Celles-sur-Belle                     | Saint-Médard                                     | commune nouvelle (avec 4 communes déléguées)                                                                    | 25 octobre 2018 (Arrêté),                          | 1er janvier 2019                |
| Saint-Pardoux-Soutiers               | Saint-Pardoux                                    | commune nouvelle (avec communes déléguées)                                                                      | 21 septembre 2018 (Arrêté),                        | 1er janvier 2019                |
| Saint-Pardoux-Soutiers               | Soutiers                                         | commune nouvelle (avec communes déléguées)                                                                      | 21 septembre 2018 (Arrêté),                        | 1er janvier 2019                |
| Val-du-Mignon                        | Usseau                                           | commune nouvelle (avec communes déléguées)                                                                      | 19 septembre 2018 (Arrêté),                        | 1er janvier 2019                |
| Val-du-Mignon                        | Priaires                                         | commune nouvelle (avec communes déléguées)                                                                      | 19 septembre 2018 (Arrêté),                        | 1er janvier 2019                |
| Val-du-Mignon                        | Thorigny-sur-le-Mignon                           | commune nouvelle (avec communes déléguées)                                                                      | 19 septembre 2018 (Arrêté),                        | 1er janvier 2019                |
| Prailles-La Couarde                  | Prailles                                         | commune nouvelle (avec communes déléguées)                                                                      | 18 septembre 2018 (Arrêté),                        | 1er janvier 2019                |
| Prailles-La Couarde                  | La Couarde                                       | commune nouvelle (avec communes déléguées)                                                                      | 18 septembre 2018 (Arrêté),                        | 1er janvier 2019                |
| Chef-Boutonne                        | Chef-Boutonne                                    | commune nouvelle (avec communes déléguées)                                                                      | 9 septembre 2018 (Arrêté),                         | 1er janvier 2019                |
| Chef-Boutonne                        | La Bataille                                      | commune nouvelle (avec communes déléguées)                                                                      | 9 septembre 2018 (Arrêté),                         | 1er janvier 2019                |
| Chef-Boutonne                        | Crézières                                        | commune nouvelle (avec communes déléguées)                                                                      | 9 septembre 2018 (Arrêté),                         | 1er janvier 2019                |
| Chef-Boutonne                        | Tillou                                           | commune nouvelle (avec communes déléguées)                                                                      | 9 septembre 2018 (Arrêté),                         | 1er janvier 2019                |
| Fontivillié                          | Chail                                            | commune nouvelle (avec communes déléguées)                                                                      | 21 août 2018 (Arrêté) 11 septembre 2018 (Arrêté),  | 1er janvier 2019                |
| Fontivillié                          | Sompt                                            | commune nouvelle (avec communes déléguées)                                                                      | 21 août 2018 (Arrêté) 11 septembre 2018 (Arrêté),  | 1er janvier 2019                |
| Marcillé                             | Saint-Génard                                     | commune nouvelle (SANS communes déléguées depuis le 1-1-2020)                                                   | 6 juillet 2018 (Arrêté),                           | 1er janvier 2019                |
| Marcillé                             | Pouffonds                                        | commune nouvelle (SANS communes déléguées depuis le 1-1-2020)                                                   | 6 juillet 2018 (Arrêté),                           | 1er janvier 2019                |
| Melle                                | Melle                                            | commune nouvelle (avec communes déléguées)                                                                      | 27 juin 2018 (Arrêté),                             | 1er janvier 2019                |
| Melle                                | Mazières-sur-Béronne                             | commune nouvelle (avec communes déléguées)                                                                      | 27 juin 2018 (Arrêté),                             | 1er janvier 2019                |
| Melle                                | Paizay-le-Tort                                   | commune nouvelle (avec communes déléguées)                                                                      | 27 juin 2018 (Arrêté),                             | 1er janvier 2019                |
| Melle                                | Saint-Léger-de-la-Martinière                     | commune nouvelle (avec communes déléguées)                                                                      | 27 juin 2018 (Arrêté),                             | 1er janvier 2019                |
| Melle                                | Saint-Martin-lès-Melle                           | commune nouvelle (avec communes déléguées)                                                                      | 27 juin 2018 (Arrêté),                             | 1er janvier 2019                |
| Valdelaume                           | Hanc                                             | commune nouvelle (SANS communes déléguées)                                                                      | 26 juin 2018 (Arrêté),                             | 1er janvier 2019                |
| Valdelaume                           | Ardilleux                                        | commune nouvelle (SANS communes déléguées)                                                                      | 26 juin 2018 (Arrêté),                             | 1er janvier 2019                |
| Valdelaume                           | Bouin                                            | commune nouvelle (SANS communes déléguées)                                                                      | 26 juin 2018 (Arrêté),                             | 1er janvier 2019                |
| Valdelaume                           | Pioussay                                         | commune nouvelle (SANS communes déléguées)                                                                      | 26 juin 2018 (Arrêté),                             | 1er janvier 2019                |
| Loretz-d'Argenton                    | Argenton-l'Église                                | commune nouvelle (avec 3 communes déléguées)                                                                    | 11 juin 2018 (Arrêté),                             | 1er janvier 2019                |
| Loretz-d'Argenton                    | Bouillé-Loretz                                   | commune nouvelle (avec 3 communes déléguées)                                                                    | 11 juin 2018 (Arrêté),                             | 1er janvier 2019                |
| Plaine-d'Argenson                    | Prissé-la-Charrière                              | commune nouvelle (SANS communes déléguées depuis le 1-1-2024)                                                   | 24 août 2017 (Arrêté),                             | 1er janvier 2018                |
| Plaine-d'Argenson                    | Belleville                                       | commune nouvelle (SANS communes déléguées depuis le 1-1-2024)                                                   | 24 août 2017 (Arrêté),                             | 1er janvier 2018                |
| Plaine-d'Argenson                    | Boisserolles                                     | commune nouvelle (SANS communes déléguées depuis le 1-1-2024)                                                   | 24 août 2017 (Arrêté),                             | 1er janvier 2018                |
| Plaine-d'Argenson                    | Saint-Étienne-la-Cigogne                         | commune nouvelle (SANS communes déléguées depuis le 1-1-2024)                                                   | 24 août 2017 (Arrêté),                             | 1er janvier 2018                |
| Mougon-Thorigné                      | Mougon                                           | commune nouvelle (avec communes déléguées)                                                                      | 29 novembre 2016 (Arrêté),                         | 1er janvier 2017                |
| Mougon-Thorigné                      | Thorigné                                         | commune nouvelle (avec communes déléguées)                                                                      | 29 novembre 2016 (Arrêté),                         | 1er janvier 2017                |
| Val en Vignes                        | Cersay                                           | commune nouvelle (avec 4 communes déléguées)                                                                    | 24 novembre 2016 (Arrêté),                         | 1er janvier 2017                |
| Val en Vignes                        | Bouillé-Saint-Paul                               | commune nouvelle (avec 4 communes déléguées)                                                                    | 24 novembre 2016 (Arrêté),                         | 1er janvier 2017                |
| Val en Vignes                        | Massais                                          | commune nouvelle (avec 4 communes déléguées)                                                                    | 24 novembre 2016 (Arrêté),                         | 1er janvier 2017                |
| Alloinay                             | Gournay-Loizé                                    | commune nouvelle (avec 1 commune déléguée : Les Alleuds),                                                       | 8 avril 2016 (Arrêté),                             | 1er janvier 2017                |
| Alloinay                             | Les Alleuds                                      | commune nouvelle (avec 1 commune déléguée : Les Alleuds),                                                       | 8 avril 2016 (Arrêté),                             | 1er janvier 2017                |
| Argentonnay                          | Argenton-les-Vallées                             | commune nouvelle (avec communes déléguées)                                                                      | 17 novembre 2015 (Arrêté),                         | 1er janvier 2016                |
| Argentonnay                          | Le Breuil-sous-Argenton                          | commune nouvelle (avec communes déléguées)                                                                      | 17 novembre 2015 (Arrêté),                         | 1er janvier 2016                |
| Argentonnay                          | La Chapelle-Gaudin                               | commune nouvelle (avec communes déléguées)                                                                      | 17 novembre 2015 (Arrêté),                         | 1er janvier 2016                |
| Argentonnay                          | La Coudre                                        | commune nouvelle (avec communes déléguées)                                                                      | 17 novembre 2015 (Arrêté),                         | 1er janvier 2016                |
| Argentonnay                          | Moutiers-sous-Argenton                           | commune nouvelle (avec communes déléguées)                                                                      | 17 novembre 2015 (Arrêté),                         | 1er janvier 2016                |
| Argentonnay                          | Ulcot                                            | commune nouvelle (avec communes déléguées)                                                                      | 17 novembre 2015 (Arrêté),                         | 1er janvier 2016                |
| Saint Maurice Étusson                | Saint-Maurice-la-Fougereuse                      | commune nouvelle (avec communes déléguées)                                                                      | 24 septembre 2015 (Arrêté),                        | 1er janvier 2016                |
| Saint Maurice Étusson                | Étusson                                          | commune nouvelle (avec communes déléguées)                                                                      | 24 septembre 2015 (Arrêté),                        | 1er janvier 2016                |
| Beaussais-Vitré                      | Beaussais                                        | commune nouvelle (SANS communes déléguées)                                                                      | 21 novembre 2012 (Arrêté)                          | 1er janvier 2013                |
| Beaussais-Vitré                      | Vitré                                            | commune nouvelle (SANS communes déléguées)                                                                      | 21 novembre 2012 (Arrêté)                          | 1er janvier 2013                |
| Voulmentin                           | Saint-Clémentin                                  | commune nouvelle (SANS communes déléguées)                                                                      | 14 septembre 2012 (Arrêté)                         | 1er janvier 2013                |
| Voulmentin                           | Voultegon                                        | commune nouvelle (SANS communes déléguées)                                                                      | 14 septembre 2012 (Arrêté)                         | 1er janvier 2013                |
| Argenton-les-Vallées                 | Argenton-Château                                 | fusion simple                                                                                                   | 8 juin 2006 (Arrêté)                               | 1er septembre 2006              |
| Argenton-les-Vallées                 | Boësse                                           | fusion simple                                                                                                   | 8 juin 2006 (Arrêté)                               | 1er septembre 2006              |
| Argenton-les-Vallées                 | Sanzay                                           | fusion simple                                                                                                   | 8 juin 2006 (Arrêté)                               | 1er septembre 2006              |
| Nueil-les-Aubiers                    | Nueil-sur-Argent                                 | fusion simple                                                                                                   | 30 décembre 1999 (Arrêté)                          | 11 mars 2001                    |
| Nueil-les-Aubiers                    | Les Aubiers                                      | fusion simple                                                                                                   | 30 décembre 1999 (Arrêté)                          | 11 mars 2001                    |
| Saint-Loup-Lamairé                   | Saint-Loup-sur-Thouet                            | fusion simple                                                                                                   | 29 décembre 1973 (Arrêté)                          | 1er janvier 1974                |
| Saint-Loup-Lamairé                   | Lamairé                                          | fusion simple                                                                                                   | 29 décembre 1973 (Arrêté)                          | 1er janvier 1974                |
| Coulon-Sansais                       | Coulon (commune rétablie en 1980)                | fusion association (dissoute en 1980)                                                                           | 26 février 1973 (Arrêté)                           | 1er mars 1973                   |
| Coulon-Sansais                       | Sansais (commune rétablie en 1980)               | fusion association (dissoute en 1980)                                                                           | 26 février 1973 (Arrêté)                           | 1er mars 1973                   |
| Assais-les-Jumeaux                   | Assais                                           | fusion association                                                                                              | 19 janvier 1973 (Arrêté)                           | 1er février 1973                |
| Assais-les-Jumeaux                   | Les Jumeaux                                      | fusion association                                                                                              | 19 janvier 1973 (Arrêté)                           | 1er février 1973                |
| Beauvoir-sur-Niort                   | Beauvoir-sur-Niort                               | fusion association (fusion simple depuis le 1-7-2009 pour Le Cormenier et depuis le 1-1-2004 pour La Revêtizon) | 26 décembre 1972 (Arrêté) 2 février 1973 (Arrêté), | 1er janvier 1973                |
| Beauvoir-sur-Niort                   | Le Cormenier                                     | fusion association (fusion simple depuis le 1-7-2009 pour Le Cormenier et depuis le 1-1-2004 pour La Revêtizon) | 26 décembre 1972 (Arrêté) 2 février 1973 (Arrêté), | 1er janvier 1973                |
| Beauvoir-sur-Niort                   | La Revêtizon                                     | fusion association (fusion simple depuis le 1-7-2009 pour Le Cormenier et depuis le 1-1-2004 pour La Revêtizon) | 26 décembre 1972 (Arrêté) 2 février 1973 (Arrêté), | 1er janvier 1973                |
| La Forêt-sur-Sèvre                   | La Forêt-sur-Sèvre                               | fusion association (avec 3 communes déléguées depuis le 1-1-2013)                                               | 26 décembre 1972 (Arrêté)                          | 1er janvier 1973                |
| La Forêt-sur-Sèvre                   | Montigny                                         | fusion association (avec 3 communes déléguées depuis le 1-1-2013)                                               | 26 décembre 1972 (Arrêté)                          | 1er janvier 1973                |
| La Forêt-sur-Sèvre                   | La Ronde                                         | fusion association (avec 3 communes déléguées depuis le 1-1-2013)                                               | 26 décembre 1972 (Arrêté)                          | 1er janvier 1973                |
| La Forêt-sur-Sèvre                   | Saint-Marsault                                   | fusion association (avec 3 communes déléguées depuis le 1-1-2013)                                               | 26 décembre 1972 (Arrêté)                          | 1er janvier 1973                |
| Germond-Rouvre                       | Germond                                          | fusion simple                                                                                                   | 26 décembre 1972 (Arrêté)                          | 1er janvier 1973                |
| Germond-Rouvre                       | Rouvre                                           | fusion simple                                                                                                   | 26 décembre 1972 (Arrêté)                          | 1er janvier 1973                |
| Gournay-Loizé                        | Gournay                                          | fusion association (jusqu'au 1-1-2017),                                                                         | 26 décembre 1972 (Arrêté)                          | 1er janvier 1973                |
| Gournay-Loizé                        | Loizé                                            | fusion association (jusqu'au 1-1-2017),                                                                         | 26 décembre 1972 (Arrêté)                          | 1er janvier 1973                |
| Granzay-Gript                        | Granzay                                          | fusion association (fusion simple depuis le 1-1-1994)                                                           | 26 décembre 1972 (Arrêté)                          | 1er janvier 1973                |
| Granzay-Gript                        | Gript                                            | fusion association (fusion simple depuis le 1-1-1994)                                                           | 26 décembre 1972 (Arrêté)                          | 1er janvier 1973                |
| Saint-Léger-de-la-Martinière         | Saint-Léger-lès-Melle                            | fusion simple                                                                                                   | 26 décembre 1972 (Arrêté)                          | 1er janvier 1973                |
| Saint-Léger-de-la-Martinière         | L'Enclave-de-la-Martinière                       | fusion simple                                                                                                   | 26 décembre 1972 (Arrêté)                          | 1er janvier 1973                |
| Champdeniers-Saint-Denis             | Champdeniers                                     | fusion simple (pour Saint-Denis) fusion association (pour Champeaux) (qui devient fusion simple le 1-1-2017),   | 19 décembre 1972 (Arrêté)                          | 1er janvier 1973                |
| Champdeniers-Saint-Denis             | Champeaux                                        | fusion simple (pour Saint-Denis) fusion association (pour Champeaux) (qui devient fusion simple le 1-1-2017),   | 19 décembre 1972 (Arrêté)                          | 1er janvier 1973                |
| Champdeniers-Saint-Denis             | Saint-Denis                                      | fusion simple (pour Saint-Denis) fusion association (pour Champeaux) (qui devient fusion simple le 1-1-2017),   | 19 décembre 1972 (Arrêté)                          | 1er janvier 1973                |
| Mauzé-Thouarsais                     | Mauzé-Thouarsais                                 | fusion association (jusqu'au 1-1-2019)                                                                          | 19 décembre 1972 (Arrêté)                          | 1er janvier 1973                |
| Mauzé-Thouarsais                     | Rigné                                            | fusion association (jusqu'au 1-1-2019)                                                                          | 19 décembre 1972 (Arrêté)                          | 1er janvier 1973                |
| Cersay                               | Cersay                                           | fusion association (jusqu'au 1-1-2017)                                                                          | 18 décembre 1972 (Arrêté)                          | 1er janvier 1973                |
| Cersay                               | Saint-Pierre-à-Champ                             | fusion association (jusqu'au 1-1-2017)                                                                          | 18 décembre 1972 (Arrêté)                          | 1er janvier 1973                |
| Argenton-l'Église                    | Argenton-l'Église                                | fusion association (jusqu'au 1-1-2019)                                                                          | 15 décembre 1972 (Arrêté)                          | 1er janvier 1973                |
| Argenton-l'Église                    | Bagneux                                          | fusion association (jusqu'au 1-1-2019)                                                                          | 15 décembre 1972 (Arrêté)                          | 1er janvier 1973                |
| Airvault                             | Airvault                                         | fusion association (jusqu'au 1-1-2019)                                                                          | 8 décembre 1972 (Arrêté)                           | 1er janvier 1973                |
| Airvault                             | Borcq-sur-Airvault                               | fusion association (jusqu'au 1-1-2019)                                                                          | 8 décembre 1972 (Arrêté)                           | 1er janvier 1973                |
| Airvault                             | Boussais (commune rétablie en 1984)              | fusion association (jusqu'au 1-1-2019)                                                                          | 8 décembre 1972 (Arrêté)                           | 1er janvier 1973                |
| Airvault                             | Soulièvres                                       | fusion association (jusqu'au 1-1-2019)                                                                          | 8 décembre 1972 (Arrêté)                           | 1er janvier 1973                |
| Bressuire                            | Bressuire                                        | fusion association (dissoute en 1983, pour Boismé) (avec 8 communes déléguées depuis le 18-4-2013)              | 8 décembre 1972 (Arrêté)                           | 1er janvier 1973                |
| Bressuire                            | Beaulieu-sous-Bressuire                          | fusion association (dissoute en 1983, pour Boismé) (avec 8 communes déléguées depuis le 18-4-2013)              | 8 décembre 1972 (Arrêté)                           | 1er janvier 1973                |
| Bressuire                            | Boismé (commune rétablie en 1983)                | fusion association (dissoute en 1983, pour Boismé) (avec 8 communes déléguées depuis le 18-4-2013)              | 8 décembre 1972 (Arrêté)                           | 1er janvier 1973                |
| Bressuire                            | Breuil-Chaussée                                  | fusion association (dissoute en 1983, pour Boismé) (avec 8 communes déléguées depuis le 18-4-2013)              | 8 décembre 1972 (Arrêté)                           | 1er janvier 1973                |
| Bressuire                            | Chambroutet                                      | fusion association (dissoute en 1983, pour Boismé) (avec 8 communes déléguées depuis le 18-4-2013)              | 8 décembre 1972 (Arrêté)                           | 1er janvier 1973                |
| Bressuire                            | Clazay                                           | fusion association (dissoute en 1983, pour Boismé) (avec 8 communes déléguées depuis le 18-4-2013)              | 8 décembre 1972 (Arrêté)                           | 1er janvier 1973                |
| Bressuire                            | Noirlieu                                         | fusion association (dissoute en 1983, pour Boismé) (avec 8 communes déléguées depuis le 18-4-2013)              | 8 décembre 1972 (Arrêté)                           | 1er janvier 1973                |
| Bressuire                            | Noirterre                                        | fusion association (dissoute en 1983, pour Boismé) (avec 8 communes déléguées depuis le 18-4-2013)              | 8 décembre 1972 (Arrêté)                           | 1er janvier 1973                |
| Bressuire                            | Saint-Sauveur                                    | fusion association (dissoute en 1983, pour Boismé) (avec 8 communes déléguées depuis le 18-4-2013)              | 8 décembre 1972 (Arrêté)                           | 1er janvier 1973                |
| Bressuire                            | Terves                                           | fusion association (dissoute en 1983, pour Boismé) (avec 8 communes déléguées depuis le 18-4-2013)              | 8 décembre 1972 (Arrêté)                           | 1er janvier 1973                |
| Chizé                                | Chizé                                            | fusion association (fusion simple depuis le 1-1-2016)                                                           | 8 décembre 1972 (Arrêté)                           | 1er janvier 1973                |
| Chizé                                | Availles-sur-Chizé                               | fusion association (fusion simple depuis le 1-1-2016)                                                           | 8 décembre 1972 (Arrêté)                           | 1er janvier 1973                |
| Fontenille-Saint-Martin-d'Entraigues | Fontenille                                       | fusion association (fusion simple depuis le 1-8-2020)                                                           | 8 décembre 1972 (Arrêté)                           | 1er janvier 1973                |
| Fontenille-Saint-Martin-d'Entraigues | Saint-Martin-d'Entraigues                        | fusion association (fusion simple depuis le 1-8-2020)                                                           | 8 décembre 1972 (Arrêté)                           | 1er janvier 1973                |
| Taizé                                | Taizé                                            | fusion association (fusion simple depuis le 1-1-2014)                                                           | 8 décembre 1972 (Arrêté)                           | 1er janvier 1973                |
| Taizé                                | Maulais                                          | fusion association (fusion simple depuis le 1-1-2014)                                                           | 8 décembre 1972 (Arrêté)                           | 1er janvier 1973                |
| Oiron                                | Oiron                                            | fusion association (dissoute en 1983, pour Brie) (fusion simple depuis le 1-1-2014)                             | 4 décembre 1972 (Arrêté)                           | 1er janvier 1973                |
| Oiron                                | Bilazais                                         | fusion association (dissoute en 1983, pour Brie) (fusion simple depuis le 1-1-2014)                             | 4 décembre 1972 (Arrêté)                           | 1er janvier 1973                |
| Oiron                                | Brie (commune rétablie en 1983)                  | fusion association (dissoute en 1983, pour Brie) (fusion simple depuis le 1-1-2014)                             | 4 décembre 1972 (Arrêté)                           | 1er janvier 1973                |
| Oiron                                | Noizé                                            | fusion association (dissoute en 1983, pour Brie) (fusion simple depuis le 1-1-2014)                             | 4 décembre 1972 (Arrêté)                           | 1er janvier 1973                |
| Saint-Martin-de-Sanzay               | Saint-Martin-de-Sanzay                           | fusion association (dissoute en 1983)                                                                           | 4 décembre 1972 (Arrêté)                           | 1er janvier 1973                |
| Saint-Martin-de-Sanzay               | Brion-près-Thouet (commune rétablie en 1983)     | fusion association (dissoute en 1983)                                                                           | 4 décembre 1972 (Arrêté)                           | 1er janvier 1973                |
| Mauléon                              | Mauléon                                          | fusion association (dissoute en 1991, pour Saint-Amand)                                                         | 21 novembre 1972 (Arrêté)                          | 1er janvier 1973                |
| Mauléon                              | La Chapelle-Largeau                              | fusion association (dissoute en 1991, pour Saint-Amand)                                                         | 21 novembre 1972 (Arrêté)                          | 1er janvier 1973                |
| Mauléon                              | Loublande                                        | fusion association (dissoute en 1991, pour Saint-Amand)                                                         | 21 novembre 1972 (Arrêté)                          | 1er janvier 1973                |
| Mauléon                              | Moulins                                          | fusion association (dissoute en 1991, pour Saint-Amand)                                                         | 21 novembre 1972 (Arrêté)                          | 1er janvier 1973                |
| Mauléon                              | Rorthais                                         | fusion association (dissoute en 1991, pour Saint-Amand)                                                         | 21 novembre 1972 (Arrêté)                          | 1er janvier 1973                |
| Mauléon                              | Saint-Amand-sur-Sèvre (commune rétablie en 1991) | fusion association (dissoute en 1991, pour Saint-Amand)                                                         | 21 novembre 1972 (Arrêté)                          | 1er janvier 1973                |
| Mauléon                              | Saint-Aubin-de-Baubigné                          | fusion association (dissoute en 1991, pour Saint-Amand)                                                         | 21 novembre 1972 (Arrêté)                          | 1er janvier 1973                |
| Mauléon                              | Le Temple                                        | fusion association (dissoute en 1991, pour Saint-Amand)                                                         | 21 novembre 1972 (Arrêté)                          | 1er janvier 1973                |
| Celles-sur-Belle                     | Celles-sur-Belle                                 | fusion association (jusqu'au 1-1-2019)                                                                          | 10 novembre 1972 (Arrêté)                          | 1er janvier 1973                |
| Celles-sur-Belle                     | Montigné                                         | fusion association (jusqu'au 1-1-2019)                                                                          | 10 novembre 1972 (Arrêté)                          | 1er janvier 1973                |
| Celles-sur-Belle                     | Verrines-sous-Celles                             | fusion association (jusqu'au 1-1-2019)                                                                          | 10 novembre 1972 (Arrêté)                          | 1er janvier 1973                |
| Prissé-la-Charrière                  | La Charrière                                     | fusion simple                                                                                                   | 28 février 1972 (Arrêté)                           | 1er mars 1972                   |
| Prissé-la-Charrière                  | Prissé                                           | fusion simple                                                                                                   | 28 février 1972 (Arrêté)                           | 1er mars 1972                   |
| Niort                                | Niort                                            | fusion simple                                                                                                   | 25 novembre 1971 (Arrêté)                          | 1er janvier 1972                |
| Niort                                | Saint-Liguaire                                   | fusion simple                                                                                                   | 25 novembre 1971 (Arrêté)                          | 1er janvier 1972                |
| Mauzé-sur-le-Mignon                  | Mauzé-sur-le-Mignon                              | fusion | 30 octobre 1970 (Arrêté)                           | 1er janvier 1971                |
| Mauzé-sur-le-Mignon                  | Petit-Breuil-Deyrançon                           | fusion | 30 octobre 1970 (Arrêté)                           | 1er janvier 1971                |
| Niort                                | Niort                                            | fusion | 31 décembre 1968 (Arrêté)                          | 1er janvier 1969                |
| Niort                                | Saint-Florent                                    | fusion | 31 décembre 1968 (Arrêté)                          | 1er janvier 1969                |
| La Crèche                            | Breloux-la-Crèche                                | fusion | 17 septembre 1965 (Décret)                         | 23 septembre 1965               |
| La Crèche                            | Chavagné                                         | fusion | 17 septembre 1965 (Décret)                         | 23 septembre 1965               |
| Niort                                | Niort                                            | fusion | 7 avril 1965 (Arrêté)                              | 16 avril 1965                   |
| Niort                                | Sainte-Pezenne                                   | fusion | 7 avril 1965 (Arrêté)                              | 16 avril 1965                   |
| Mauléon                              | Châtillon-sur-Sèvre                              | fusion | 6 janvier 1965 (Arrêté)                            | 15 février 1965                 |
| Mauléon                              | Saint-Jouin-sous-Châtillon                       | fusion | 6 janvier 1965 (Arrêté)                            | 15 février 1965                 |
| Bressuire                            | Bressuire                                        | fusion | 3 octobre 1964 (Arrêté)                            | 10 octobre 1964                 |
| Bressuire                            | Saint-Porchaire                                  | fusion | 3 octobre 1964 (Arrêté)                            | 10 octobre 1964                 |
| Niort                                | Niort                                            | fusion | 19 juin 1964 (Arrêté)                              | 21 juin 1964                    |
| Niort                                | Souché                                           | fusion | 19 juin 1964 (Arrêté)                              | 21 juin 1964                    |
| Prissé                               | Le Petit-Prissé                                  | fusion | 27 août 1888 (Décret)                              | 27 août 1888 (Décret)           |
| Prissé                               | Grand-Prissé (une partie)                        | fusion | 27 août 1888 (Décret)                              | 27 août 1888 (Décret)           |
| Belleville                           | Belleville                                       | fusion | 27 août 1888 (Décret)                              | 27 août 1888 (Décret)           |
| Belleville                           | Grand-Prissé (une partie)                        | fusion | 27 août 1888 (Décret)                              | 27 août 1888 (Décret)           |
| La Foye-Monjault                     | La Foye-Monjault                                 | fusion | 27 août 1888 (Décret)                              | 27 août 1888 (Décret)           |
| La Foye-Monjault                     | Grand-Prissé (une partie)                        | fusion | 27 août 1888 (Décret)                              | 27 août 1888 (Décret)           |
| Sainte-Radegonde                     | Sainte-Radegonde                                 | fusion | 22 mai 1885 (Décret)                               | 22 mai 1885 (Décret)            |
| Sainte-Radegonde                     | Les Hameaux (une partie)                         | fusion | 22 mai 1885 (Décret)                               | 22 mai 1885 (Décret)            |
| Sainte-Verge                         | Sainte-Verge                                     | fusion | 22 mai 1885 (Décret)                               | 22 mai 1885 (Décret)            |
| Sainte-Verge                         | Les Hameaux (une partie)                         | fusion | 22 mai 1885 (Décret)                               | 22 mai 1885 (Décret)            |
| Thouars                              | Thouars                                          | fusion | 22 mai 1885 (Décret)                               | 22 mai 1885 (Décret)            |
| Thouars                              | Les Hameaux (une partie)                         | fusion | 22 mai 1885 (Décret)                               | 22 mai 1885 (Décret)            |
| Aiffres                              | Aiffres                                          | fusion | 21 décembre 1835 (Ordonnance)                      | 21 décembre 1835 (Ordonnance)   |
| Aiffres                              | Saint-Maurice-de-Mairé                           | fusion | 21 décembre 1835 (Ordonnance)                      | 21 décembre 1835 (Ordonnance)   |
| Sainte-Soline                        | Sainte-Soline                                    | fusion | 29 septembre 1831 (Ordonnance),                    | 29 septembre 1831 (Ordonnance), |
| Sainte-Soline                        | Bonneuil-aux-Monges                              | fusion | 29 septembre 1831 (Ordonnance),                    | 29 septembre 1831 (Ordonnance), |
| Secondigné                           | Secondigné                                       | fusion | 29 septembre 1831 (Ordonnance),                    | 29 septembre 1831 (Ordonnance), |
| Secondigné                           | Saint-Hilaire-de-Ligné                           | fusion | 29 septembre 1831 (Ordonnance),                    | 29 septembre 1831 (Ordonnance), |
| Sepvret                              | Sepvret                                          | fusion | 29 septembre 1831 (Ordonnance),                    | 29 septembre 1831 (Ordonnance), |
| Sepvret                              | La Barre-Clairin                                 | fusion | 29 septembre 1831 (Ordonnance),                    | 29 septembre 1831 (Ordonnance), |
| Vanzay                               | Vanzay                                           | fusion | 29 septembre 1831 (Ordonnance),                    | 29 septembre 1831 (Ordonnance), |
| Vanzay                               | La Roche-de-Bord                                 | fusion | 29 septembre 1831 (Ordonnance),                    | 29 septembre 1831 (Ordonnance), |
| La Chapelle-Bâton                    | La Chapelle-Bâton                                | fusion | 16 avril 1831 (Ordonnance),                        | 16 avril 1831 (Ordonnance),     |
| La Chapelle-Bâton                    | Saint-Projet                                     | fusion | 16 avril 1831 (Ordonnance),                        | 16 avril 1831 (Ordonnance),     |
| Rom                                  | Rom                                              | fusion | 25 février 1831 (Ordonnance),                      | 25 février 1831 (Ordonnance),   |
| Rom                                  | Verrines-en-Rom (une partie)                     | fusion | 25 février 1831 (Ordonnance),                      | 25 février 1831 (Ordonnance),   |
| Sainte-Soline                        | Sainte-Soline                                    | fusion | 25 février 1831 (Ordonnance),                      | 25 février 1831 (Ordonnance),   |
| Sainte-Soline                        | Verrines-en-Rom (une partie)                     | fusion | 25 février 1831 (Ordonnance),                      | 25 février 1831 (Ordonnance),   |
| Chef-Boutonne                        | Chef-Boutonne                                    | fusion | 12 mai 1830 (Ordonnance),                          | 12 mai 1830 (Ordonnance),       |
| Chef-Boutonne                        | Lussay                                           | fusion | 12 mai 1830 (Ordonnance),                          | 12 mai 1830 (Ordonnance),       |
| La Ferrière-en-Parthenay             | La Ferrière-en-Parthenay                         | fusion | 30 septembre 1829 (Ordonnance),                    | 30 septembre 1829 (Ordonnance), |
| La Ferrière-en-Parthenay             | Vandelogne                                       | fusion | 30 septembre 1829 (Ordonnance),                    | 30 septembre 1829 (Ordonnance), |
| Saint-Symphorien                     | Saint-Symphorien                                 | fusion | 9 juin 1824 (Ordonnance)                           | 9 juin 1824 (Ordonnance)        |
| Saint-Symphorien                     | Crépé                                            | fusion | 9 juin 1824 (Ordonnance)                           | 9 juin 1824 (Ordonnance)        |
| Saint-Pierre-des-Échaubrognes        | Saint-Pierre-des-Échaubrognes                    | fusion | 30 juillet 1823 (Ordonnance)                       | 30 juillet 1823 (Ordonnance)    |
| Saint-Pierre-des-Échaubrognes        | Saint-Hilaire-des-Échaubrognes                   | fusion | 30 juillet 1823 (Ordonnance)                       | 30 juillet 1823 (Ordonnance)    |
| Aubigné                              | Aubigné                                          | fusion | 1791-1792                                          | 1791-1792                       |
| Aubigné                              | Bret                                             | fusion | 1791-1792                                          | 1791-1792                       |
| Breloux                              | Breloux                                          | fusion | 1791-1792,                                         | 1791-1792,                      |
| Breloux                              | Saint-Carlais                                    | fusion | 1791-1792,                                         | 1791-1792,                      |
| Chef-Boutonne                        | Chef-Boutonne                                    | fusion | 1791-1792                                          | 1791-1792                       |
| Chef-Boutonne                        | Javarzay                                         | fusion | 1791-1792                                          | 1791-1792                       |
| Lorigné                              | Lorigné                                          | fusion | 1791-1792                                          | 1791-1792                       |
| Lorigné                              | Queue-d'Ageasse                                  | fusion | 1791-1792                                          | 1791-1792                       |
| Neuvy-Bouin                          | Neuvy                                            | fusion | 1791-1792,                                         | 1791-1792,                      |
| Neuvy-Bouin                          | Bouin (canton de Secondigny)                     | fusion | 1791-1792,                                         | 1791-1792,                      |
| Pamproux                             | Pamproux                                         | fusion | 1791-1792                                          | 1791-1792                       |
| Pamproux                             | Saint-Martin-lès-Pamproux                        | fusion | 1791-1792                                          | 1791-1792                       |
| Pougne-Hérisson                      | Pougne                                           | fusion | 1791-1792,                                         | 1791-1792,                      |
| Pougne-Hérisson                      | Hérisson                                         | fusion | 1791-1792,                                         | 1791-1792,                      |
| Souvigné                             | Souvigné                                         | fusion | 1791-1792,                                         | 1791-1792,                      |
| Souvigné                             | Régné                                            | fusion | 1791-1792,                                         | 1791-1792,                      |

## Créations et rétablissements
| Nom de la commune créée | Commune affectée                   | Mode de création              | Date (et nature) de la décision | Date d'effet         |
| ----------------------- | ---------------------------------- | ----------------------------- | ------------------------------- | -------------------- |
| Saint-Amand-sur-Sèvre   | Mauléon                            | Rétablissement                | 16 décembre 1991 (Arrêté)       | 1er janvier 1992     |
| Boussais                | Airvault                           | Rétablissement                | 10 octobre 1984 (Arrêté)        | 1er janvier 1985     |
| Brie                    | Oiron                              | Rétablissement                | 11 février 1983 (Arrêté)        | 15 février 1983      |
| Boismé                  | Bressuire                          | Rétablissement                | 27 janvier 1983 (Arrêté)        | 15 février 1983      |
| Brion-près-Thouet       | Saint-Martin-de-Sanzay             | Rétablissement                | 18 janvier 1983 (Arrêté)        | 15 février 1983      |
| Coulon                  | Coulon-Sansais (commune démembrée) | Rétablissement et suppression | 1er décembre 1980 (Arrêté)      | 1er janvier 1981     |
| Sansais                 | Coulon-Sansais (commune démembrée) | Rétablissement et suppression | 1er décembre 1980 (Arrêté)      | 1er janvier 1981     |
| Le Retail               | Allonne                            | Démembrement                  | 3 juillet 1912 (Loi)            | 3 juillet 1912 (Loi) |
| Reffannes               | Vautebis                           | Démembrement                  | 5 mars 1904 (Loi)               | 5 mars 1904 (Loi)    |
| Petit-Breuil-Deyrançon  | Deyrançon (commune démembrée)      | Démembrement et suppression   | 3 juillet 1903 (Loi)            | 3 juillet 1903 (Loi) |
| Prin-Deyrançon          | Deyrançon (commune démembrée)      | Démembrement et suppression   | 3 juillet 1903 (Loi)            | 3 juillet 1903 (Loi) |
| Loublande               | Saint-Pierre-des-Échaubrognes      | Démembrement                  | 4 juin 1862 (Loi)               | 4 juin 1862 (Loi)    |

## Modifications de nom officiel
| Ancien nom               | Nouveau nom            | Date (et nature) de la décision |
| ------------------------ | ---------------------- | ------------------------------- |
| Champdeniers-Saint-Denis | Champdeniers           | 5 novembre 2018 (Décret)        |
| Taizé                    | Taizé-Maulais          | 21 août 2015 (Arrêté)           |
| Cirière                  | Cirières               | 10 avril 2002 (Décret)          |
| Thorigny                 | Thorigny-sur-le-Mignon | 1er février 2001 (Décret)       |
| Le Vanneau               | Le Vanneau-Irleau      | 21 décembre 1999 (Décret)       |
| Nueil-sous-les-Aubiers   | Nueil-sur-Argent       | 5 mars 1964 (Décret)            |
| Cormenier                | Le Cormenier           | 19 août 1961 (Décret)           |
| Verrines                 | Verrines-sous-Celles   | 19 août 1961 (Décret)           |
| Clussais                 | Clussais-la-Pommeraie  | 30 septembre 1958 (Décret)      |
| Asnières                 | Asnières-en-Poitou     | 11 avril 1937 (Décret)          |
| Secondigné               | Secondigné-sur-Belle   | 21 mars 1933 (Décret)           |
| Saint-Martin-d'Augé      | Boisserolles           | 13 juillet 1928 (Décret)        |
| Saint-Maixent            | Saint-Maixent-l'École  | 7 juillet 1926 (Décret)         |
| Brion                    | Brion-près-Thouet      | 23 juillet 1919 (Décret)        |
| Breloux                  | Breloux-la-Crèche      | 27 novembre 1911 (Décret)       |
| Frontenay                | Frontenay-Rohan-Rohan  | 15 mars 1897 (Décret)           |
| La Boissière-Thouarsaise | Lageon                 | 7 octobre 1896 (Arrêté)         |
| Beauvoir                 | Beauvoir-sur-Niort     | 28 août 1893 (Décret)           |
| Celles                   | Celles-sur-Belle       | 21 octobre 1892 (Décret)        |
| Brioux                   | Brioux-sur-Boutonne    | 26 août 1891 (Décret)           |
| Goux                     | La Couarde             | 15 décembre 1890 (Décret)       |
| La Chapelle-Seguin       | L'Absie                | 14 juillet 1836 (Ordonnance)    |

## Modifications de limites communales
Le plus souvent, les modifications des limites communales décidées par arrêtés préfectoraux ne sont pas répertoriées dans le Journal officiel ni dans le Bulletin officiel.
| La commune de ...                                     | ... cède du territoire à la commune de ...    | précisions                                                        | Date (et nature) de la décision           |
| ----------------------------------------------------- | --------------------------------------------- | ----------------------------------------------------------------- | ----------------------------------------- |
| Azay-le-Brûlé                                         | Saint-Maixent-l'École                         | 47 habitants                                                      | 22 décembre 1964 (Décret),                |
| Exireuil                                              | Saint-Maixent-l'École                         | 66 habitants                                                      | 22 décembre 1964 (Décret),                |
| Saint-Martin-de-Saint-Maixent                         | Saint-Maixent-l'École                         | 169 habitants                                                     | 22 décembre 1964 (Décret),                |
| Saivres                                               | Saint-Maixent-l'École                         | 259 habitants                                                     | 22 décembre 1964 (Décret),                |
| Moulins                                               | Saint-Jouin-sous-Châtillon                    | 7 habitants                                                       | 2 avril 1964 (Arrêté)                     |
| Melle                                                 | Saint-Léger-lès-Melle                         | superficie de 4 ha 37 a 80 ca                                     | 4 juin 1954 (Arrêté)                      |
| Saint-Léger-lès-Melle                                 | Melle                                         | superficie de 9 ha 47 a.                                          | 4 juin 1954 (Arrêté)                      |
| La Ferrière                                           | Thénezay                                      |                                                                   | 7 mai 1951 (Arrêté)                       |
| Bessines                                              | Saint-Liguaire                                |                                                                   | 27 novembre 1946 (Décret)                 |
| Boësse                                                | Argenton-Château                              |                                                                   | 9 janvier 1899 (Décret)                   |
| Saint-Loup-sur-Thouet                                 | Le Chillou                                    |                                                                   | 29 juillet 1893 (Décret)                  |
| Béceleuf                                              | Ardin                                         | superficie de 5 ha 68 a 54 ca                                     | 29 mai 1880 (Décret)                      |
| Saint-Jouin-sous-Châtillon                            | Châtillon-sur-Sèvre                           |                                                                   | 29 juin 1874 (Décret)                     |
| Mauzé-Thouarsais                                      | Sainte-Radegonde-les-Pommiers                 | Section de Ligron                                                 | 15 avril 1865 (Loi)                       |
| Limalonges                                            | Saint-Saviol (département de la Vienne)       |                                                                   | 9 mai 1860 (Loi)                          |
| Scillé                                                | L'Absie                                       | Village de Lafoy                                                  | 16 avril 1859 (Loi)                       |
| Faye-sur-Ardin Surin                                  | Surin Faye-sur-Ardin                          |                                                                   | 19 juin 1857 (Loi)                        |
| Saint-Martin-de-Saint-Maixent                         | Saint-Maixent                                 |                                                                   | 15 janvier 1856 (Décret)                  |
| Fenioux                                               | Xaintray                                      | Section de Pichenin (limite fixée par le ruisseau de la Rainerie) | 29 juin 1854 (Loi)                        |
| Curçay (département de la Vienne)                     | Saint-Léger-de-Montbrun Pas-de-Jeu            |                                                                   | 25 mai 1835 (Loi)                         |
| Pas-de-Jeu                                            | Curçay (département de la Vienne)             |                                                                   | 25 mai 1835 (Loi)                         |
| Saint-Séverin (département de la Charente-Inférieure) | Le Vert                                       | Enclave                                                           | 28 septembre 1831 (Loi)                   |
| Saivre                                                | Saint-Georges-de-Noiné                        | Village d'Asnières (Enclave)                                      | 30 mars 1831 (Loi)                        |
| Saint-Hilaire-des-Échaubroignes                       | Maulévrier (département de Maine-et-Loire)    | [ Note 15 ]                                                       | 21 novembre 1808 (Loi)                    |
| Saint-Martin-de-Mâcon Saint-Léger-de-Montbrun         | Curçay (département de la Vienne)             | annule les arrêtés des 1 et 9 nivôse an VII                       | 14 juin 1804 (Décret) (25 prairial an 12) |
| Curçay (département de la Vienne)                     | Saint-Martin-de-Mâcon Saint-Léger-de-Montbrun | annule les arrêtés des 1 et 9 nivôse an VII                       | 14 juin 1804 (Décret) (25 prairial an 12) |

## Communes associées
Liste des communes ayant, ou ayant eu (en italique), à la suite d'une fusion, le statut de commune associée.
| Nom de la commune         | Code INSEE | Fusion-association                     | Fusion-association | Fusion-association     | Fusion-association                       | D - Défusion ou F - transformation de l'association en fusion simple | D - Défusion ou F - transformation de l'association en fusion simple | D - Défusion ou F - transformation de l'association en fusion simple | D - Défusion ou F - transformation de l'association en fusion simple                                          |
| Nom de la commune         | Code INSEE | date de la décision                    | date d'effet       | commune absorbante     | nom de la commune résultant de la fusion | D/F                                                                  | date de la décision                                                  | date d'effet                                                         | commentaire                                                                                                   |
| ------------------------- | ---------- | -------------------------------------- | ------------------ | ---------------------- | ---------------------------------------- | -------------------------------------------------------------------- | -------------------------------------------------------------------- | -------------------------------------------------------------------- | --- |
| Borcq-sur-Airvault        | 79041      | Arrêté préfectoral du 8 décembre 1972  | 1er janvier 1973   | Airvault               | Airvault                                 |                                                                      |                                                                      |                                                                      | |
| Boussais                  | 79047      | Arrêté préfectoral du 8 décembre 1972  | 1er janvier 1973   | Airvault               | Airvault                                 | D                                                                    | Arrêté préfectoral du 10 octobre 1984                                | 1er janvier 1985                                                     | |
| Soulièvres                | 79317      | Arrêté préfectoral du 8 décembre 1972  | 1er janvier 1973   | Airvault               | Airvault                                 |                                                                      |                                                                      |                                                                      | |
| Bagneux                   | 79026      | Arrêté préfectoral du 15 décembre 1972 | 1er janvier 1973   | Argenton-l'Église      | Argenton-l'Église                        |                                                                      |                                                                      |                                                                      | |
| Les Jumeaux               | 79143      | Arrêté préfectoral du 19 janvier 1973  | 1er février 1973   | Assais                 | Assais-les-Jumeaux                       |                                                                      |                                                                      |                                                                      | |
| Le Cormenier              | 79097      | Arrêté préfectoral du 26 décembre 1972 | 1er janvier 1973   | Beauvoir-sur-Niort     | Beauvoir-sur-Niort                       | F                                                                    | Arrêté préfectoral du 16 juin 2009                                   | 1er juillet 2009                                                     | |
| La Revêtizon              | 79227      | Arrêté préfectoral du 26 décembre 1972 | 1er janvier 1973   | Beauvoir-sur-Niort     | Beauvoir-sur-Niort                       | F                                                                    | Arrêté préfectoral du 5 décembre 2003                                | 1er janvier 2004                                                     | |
| Beaulieu-sous-Bressuire   | 79028      | Arrêté préfectoral du 8 décembre 1972  | 1er janvier 1973   | Bressuire              | Bressuire                                |                                                                      |                                                                      |                                                                      | |
| Boismé                    | 79038      | Arrêté préfectoral du 8 décembre 1972  | 1er janvier 1973   | Bressuire              | Bressuire                                | D                                                                    | Arrêté préfectoral du 27 janvier 1983                                | 15 février 1983                                                      | |
| Breuil-Chaussée           | 79052      | Arrêté préfectoral du 8 décembre 1972  | 1er janvier 1973   | Bressuire              | Bressuire                                |                                                                      |                                                                      |                                                                      | |
| Chambroutet               | 79065      | Arrêté préfectoral du 8 décembre 1972  | 1er janvier 1973   | Bressuire              | Bressuire                                |                                                                      |                                                                      |                                                                      | |
| Clazay                    | 79093      | Arrêté préfectoral du 8 décembre 1972  | 1er janvier 1973   | Bressuire              | Bressuire                                |                                                                      |                                                                      |                                                                      | |
| Noirlieu                  | 79192      | Arrêté préfectoral du 8 décembre 1972  | 1er janvier 1973   | Bressuire              | Bressuire                                |                                                                      |                                                                      |                                                                      | |
| Noirterre                 | 79193      | Arrêté préfectoral du 8 décembre 1972  | 1er janvier 1973   | Bressuire              | Bressuire                                |                                                                      |                                                                      |                                                                      | |
| Saint-Sauveur             | 79296      | Arrêté préfectoral du 8 décembre 1972  | 1er janvier 1973   | Bressuire              | Bressuire                                |                                                                      |                                                                      |                                                                      | |
| Terves                    | 79324      | Arrêté préfectoral du 8 décembre 1972  | 1er janvier 1973   | Bressuire              | Bressuire                                |                                                                      |                                                                      |                                                                      | |
| Montigné                  | 79181      | Arrêté préfectoral du 10 novembre 1972 | 1er janvier 1973   | Celles-sur-Belle       | Celles-sur-Belle                         |                                                                      |                                                                      |                                                                      | |
| Verrines-sous-Celles      | 79344      | Arrêté préfectoral du 10 novembre 1972 | 1er janvier 1973   | Celles-sur-Belle       | Celles-sur-Belle                         |                                                                      |                                                                      |                                                                      | |
| Saint-Pierre-à-Champ      | 79288      | Arrêté préfectoral du 18 décembre 1972 | 1er janvier 1973   | Cersay                 | Cersay                                   |                                                                      |                                                                      |                                                                      | |
| Champeaux                 | 79067      | Arrêté préfectoral du 19 décembre 1972 | 1er janvier 1973   | Champdeniers           | Champdeniers-Saint-Denis                 | F                                                                    | Arrêté préfectoral du 29 décembre 2016                               | 1er janvier 2017                                                     | |
| La Chapelle-Largeau       | 79073      | Arrêté préfectoral du 21 novembre 1972 | 1er janvier 1973   | Mauléon                | Mauléon                                  |                                                                      |                                                                      |                                                                      | |
| Loublande                 | 79155      | Arrêté préfectoral du 21 novembre 1972 | 1er janvier 1973   | Mauléon                | Mauléon                                  |                                                                      |                                                                      |                                                                      | |
| Moulins                   | 79186      | Arrêté préfectoral du 21 novembre 1972 | 1er janvier 1973   | Mauléon                | Mauléon                                  |                                                                      |                                                                      |                                                                      | |
| Rorthais                  | 79233      | Arrêté préfectoral du 21 novembre 1972 | 1er janvier 1973   | Mauléon                | Mauléon                                  |                                                                      |                                                                      |                                                                      | |
| Saint-Amand-sur-Sèvre     | 79235      | Arrêté préfectoral du 21 novembre 1972 | 1er janvier 1973   | Mauléon                | Mauléon                                  | D                                                                    | Arrêté préfectoral du 16 décembre 1991                               | 1er janvier 1992                                                     | |
| Saint-Aubin-de-Baubigné   | 79237      | Arrêté préfectoral du 21 novembre 1972 | 1er janvier 1973   | Mauléon                | Mauléon                                  |                                                                      |                                                                      |                                                                      | |
| Le Temple                 | 79323      | Arrêté préfectoral du 21 novembre 1972 | 1er janvier 1973   | Mauléon                | Mauléon                                  |                                                                      |                                                                      |                                                                      | |
| Availles-sur-Chizé        | 79021      | Arrêté préfectoral du 8 décembre 1972  | 1er janvier 1973   | Chizé                  | Chizé                                    |                                                                      |                                                                      |                                                                      | |
| Sansais                   | 79304      | Arrêté préfectoral du 26 février 1973  | 1er mars 1973      | Coulon                 | Coulon-Sansais                           | D                                                                    | Arrêté préfectoral du 1er décembre 1980                              | 1er janvier 1981                                                     | Coulon-Sansais reprend le nom de Coulon                                                                       |
| Saint-Martin-d'Entraigues | 79275      | Arrêté préfectoral du 8 décembre 1972  | 1er janvier 1973   | Fontenille             | Fontenille-Saint-Martin-d'Entraigues     |                                                                      |                                                                      |                                                                      | |
| Montigny                  | 79182      | Arrêté préfectoral du 26 décembre 1972 | 1er janvier 1973   | La Forêt-sur-Sèvre     | La Forêt-sur-Sèvre                       |                                                                      |                                                                      |                                                                      | |
| La Ronde                  | 79232      | Arrêté préfectoral du 26 décembre 1972 | 1er janvier 1973   | La Forêt-sur-Sèvre     | La Forêt-sur-Sèvre                       |                                                                      |                                                                      |                                                                      | |
| Saint-Marsault            | 79272      | Arrêté préfectoral du 26 décembre 1972 | 1er janvier 1973   | La Forêt-sur-Sèvre     | La Forêt-sur-Sèvre                       |                                                                      |                                                                      |                                                                      | |
| Loizé                     | 79151      | Arrêté préfectoral du 26 décembre 1972 | 1er janvier 1973   | Gournay                | Gournay-Loizé                            | F                                                                    | Arrêté préfectoral du 8 avril 2016                                   | 1er janvier 2017                                                     | La création de la commune nouvelle d'Alloinay entraine la suppression du statut de commune associée de Loizé. |
| Gript                     | 79138      | Arrêté préfectoral du 26 décembre 1972 | 1er janvier 1973   | Granzay                | Granzay-Gript                            | F                                                                    | Arrêté préfectoral du 17 décembre 1993                               | 1er janvier 1994                                                     | |
| Rigné                     | 79228      | Arrêté préfectoral du 19 décembre 1972 | 1er janvier 1973   | Mauzé-Thouarsais       | Mauzé-Thouarsais                         |                                                                      |                                                                      |                                                                      | |
| Bilazais                  | 79036      | Arrêté préfectoral du 4 décembre 1972  | 1er janvier 1973   | Oiron                  | Oiron                                    | F                                                                    | Arrêté préfectoral du 2 décembre 2013                                | 1er janvier 2014                                                     | |
| Brie                      | 79054      | Arrêté préfectoral du 4 décembre 1972  | 1er janvier 1973   | Oiron                  | Oiron                                    | D                                                                    | Arrêté préfectoral du 11 février 1983                                | 14 février 1983                                                      | |
| Noizé                     | 79194      | Arrêté préfectoral du 4 décembre 1972  | 1er janvier 1973   | Oiron                  | Oiron                                    | F                                                                    | Arrêté préfectoral du 2 décembre 2013                                | 1er janvier 2014                                                     | |
| Brion-près-Thouet         | 79056      | Arrêté préfectoral du 4 décembre 1972  | 1er janvier 1973   | Saint-Martin-de-Sanzay | Saint-Martin-de-Sanzay                   | D                                                                    | Arrêté préfectoral du 18 janvier 1983                                | 15 février 1983                                                      | |
| Maulais                   | 79169      | Arrêté préfectoral du 8 décembre 1972  | 1er janvier 1973   | Taizé                  | Taizé                                    | F                                                                    | Arrêté préfectoral du 19 décembre 2013                               | 1er janvier 2014                                                     | Par arrêté préfectoral du 21 août 2015, Taizé prend le nom de Taizé-Maulais au 1er janvier 2016               |